# Tobias Eriksson
Robert Tobias Eriksson (født 19. marts 1985 i Ljusdal, Sverige) er en svensk tidligere fodboldspiller (midtbane).
Eriksson spillede to kampe for det svenske landshold. På klubplan tilbragte han hele sin karriere i hjemlandet og repræsenterede henholdsvis GIF Sundsvall og Kalmar FF.